# Streets of Rage (série de jeux vidéo)
Pour les articles homonymes, voir Streets of Rage et Bare-knuckle.
Streets of Rage (ベア・ナックル 怒りの鉄拳, Bare Knuckle: Ikari no Tekken), également abrégé SoR, est une série de jeux vidéo d'action de type beat them all issue de la franchise du même nom, créée et éditée par Sega. Elle est appelée Bare Knuckle au Japon et a été initialement développée par Sega AM7.

## Liste de jeux

### Série principale
- 1991 - Streets of Rage
- 1992 - Streets of Rage 2
- 1994 - Streets of Rage 3
- 2020 - Streets of Rage 4

### Jeu dérivé
- 2020 - Streets of Kamurocho

## Personnages
| Personnage                    | SoR 1      | SoR 2      | SoR 3                               | SoR 4           | Nombre de fois jouable |
| ----------------------------- | ---------- | ---------- | ----------------------------------- | --------------- | ---------------------- |
| Adam Hunter                   | Jouable    | Apparition | Apparition                          | Jouable         | 2                      |
| Ash                           | Non        | Non        | Boss (version japonaise) et jouable | Incertain       | 1                      |
| Axel Stone                    | Jouable    | Jouable    | Jouable                             | Jouable         | 4                      |
| Blaze Fielding                | Jouable    | Jouable    | Jouable                             | Jouable         | 4                      |
| Cherry Hunter                 | Non        | Non        | Non                                 | Jouable         | 1                      |
| Floyd Iraia                   | Non        | Non        | Non                                 | Jouable         | 1                      |
| Max Thunder                   | Non        | Jouable    | Apparition                          | Jouable         | 2                      |
| Mr. X                         | Boss final | Boss final | Boss final                          | Incertain       | 0                      |
| Robot Axel ( : Robot Break)   | Non        | Non        | Boss                                | Incertain       | 0                      |
| Roo ( : Victy)                | Non        | Non        | Mini-boss et jouable                | Jouable         | 2                      |
| Shiva                         | Non        | Boss       | Boss et jouable                     | Boss et jouable | 2                      |
| Skate (Eddie Hunter)          | Non        | Jouable    | Jouable                             | Jouable         | 3                      |
| Zan (Dr Gilbert Zan)          | Non        | Jouable    | Jouable                             | 2               |                        |
| Total de personnages jouables | 3          | 4          | 7                                   | Au moins 9      | Au moins 11            |

## Leremakenon officiel deStreets of Rage
En 2003, le studio indépendant Bomber Games lance un projet de remake du premier opus. Il s'agit d'un fangame, entièrement retravaillé avec du contenu additionnel. « L’équipe a même développé son propre moteur en utilisant le langage Fenix et n’a donc pas eu recours à de la rétro-ingénierie pour récupérer le code original. »  Le jeu sort le 3 avril 2011, mais quatre jours après, le 7 avril, l'équipe du jeu reçoit un courrier officiel de l'ayant droit, Sega, qui exige l'annulation du jeu et le retrait de tous les liens de téléchargement. Streets of Rage Remake est alors considéré comme illégal pour cause de violation de la propriété intellectuelle.
La réaction de Sega, tardive par rapport au projet qui avait été porté à sa connaissance, s'éclaire avec la sortie d'un portage de Streets of Rage 2. « Comme le faisait justement remarquer Damien Leloup du Monde en 2011, le lendemain de la suppression du remake sortait sur iOS un portage de Streets of Rage II vendu un peu plus de 2 €. »
Wikipedia en anglais dispose d'un article dédié : Streets of Rage Remake (en).

## Streets of Kamurocho
Développé à l'occasion des soixante ans de Sega, Streets of Kamurocho est un mini-jeu disponible temporairement du 17 au 19 octobre 2020 sur Windows. Il s'agit d'un beat them up comme Streets of Rage mais les personnages principaux viennent d'une autre série de Sega, à savoir Yakuza. Le joueur peut donc incarner Kazuma Kiryu, Goro Majima ou Ichiban Kasuga. Un mode coopération à deux joueurs en local est possible.

## L'adaptation au cinéma
En avril 2022, une adaptation au cinéma de Streets of Rage est annoncée. Le film est produit par dj2 Entertainment (Sonic) et Escape Artists avec Derek Kolstad (John Wick) au scénario.